# Twardogóra
Twardogóra là một thị trấn thuộc huyện Oleśnicki, tỉnh Dolnośląskie ở miền tây nam Ba Lan. Thị trấn có diện tích 8 km². Đến ngày 1 tháng 1 năm 2011, dân số của thị trấn là 6797 người và mật độ 820 người/km².